# Tolga, Queensland
Tolga är en ort i Australien. Den ligger i kommunen Tablelands och delstaten Queensland, omkring 1 400 kilometer nordväst om delstatshuvudstaden Brisbane.
Runt Tolga är det glesbefolkat, med 17 invånare per kvadratkilometer.. Närmaste större samhälle är Atherton, nära Tolga. 
Trakten runt Tolga består till största delen av jordbruksmark. Genomsnittlig årsnederbörd är 2 169 millimeter. Den regnigaste månaden är mars, med i genomsnitt 496 mm nederbörd, och den torraste är oktober, med 36 mm nederbörd.